# 共和国直轄地

濃い茶色の部分が共和国直轄地

共和国直轄地（きょうわこくちょっかつち、タジク語: Ноҳияҳои тобеи ҷумҳурӣ、英: Region of Republican Subordination）は、タジキスタンの一地域。首府は首都のドゥシャンベで、人口は2008年の時点で160万6900人。総面積は2万8400 km2（1万965 mi2）。

## 地理
アムダリヤ川の支流のヴァフシュ川が流れ、北にはギッサール山脈とゼラブシャン山脈が、南には7600mを越えるダルヴァズ山地（ゴルノ・バダフシャン自治州ダルヴァズ地区）が聳えている。冬は非常に厳しく、10月から5月にかけて雪が見られるが、カエデ、ナナカマド、リンゴ、ナシ、クルミなど寒さに強い木が植わっている山腹の森は枯れることがない。果樹園ではリンゴやナシのほかにもモモ、サクランボ、クワノミ、アプリコットを栽培している。小さく丈夫な品種の牛馬も飼っている。

## 歴史
1955年8月25日にガルム州が廃止されたのに伴い組織された。

## 地区
直轄地は1市13地区に分かれている。ここでは西の地区から順に紹介する。紹介順と地区名はタジキスタンの行政地図と地区別の統計年鑑を参考にした。
西カロテギン
1. トゥルスンゾダ地区（英語版）（旧 レガル地区）
2. シャーリナウ地区（英語版）
3. ギッサール地区（英語版） - ギッサール
4. ルダキ地区（英語版）（旧 レーニンスキー地区）
5. ヴァルゾブ地区（英語版） - ヴァルゾブ（英語版）

ドゥシャンベ市
1. ドゥシャンベ

東カロテギン
1. ヴァーダト地区（英語版）（旧 コファルニホン地区）
2. ファイザーバード地区（英語版）
3. ログン地区（英語版）
4. ヌーラバード地区（英語版）（旧 ダルバンド地区）
5. ラシュト地区（英語版）（旧 ガルム地区）
6. タヴィルダラ地区（英語版）
7. タジカバード地区（英語版）
8. ジルガトール地区（英語版）

## 交通
- パミール・ハイウェイ（英語版）
- M34ハイウェイ（英語版）（ドゥシャンベ - タシュケント間）